# فاطمة الزهراء آيت علي
فاطمة الزهراء آيت علي (مواليد 1 سبتمبر 1988) هي لاعبة جودو مغربية.

## مسيرتها
تُمارس في فئة أقل من 57 كجم. حاصلة على الميدالية الفضية في دورة الألعاب العربية 2011 وبطولة أفريقيا للجودو 2013.
فازت بالميدالية البرونزية في بطولة أفريقيا للجودو 2004، وبطولة أفريقيا للجودو 2005، ودورة الألعاب العربية 2007، وبطولة أفريقيا للجودو 2011، وبطولة أفريقيا للجودو 2012 وألعاب البحر الأبيض المتوسط 2013.

## روابط خارجية
- فاطمة الزهراء آيت علي على موقع الفيدرالية الدولية للجودو (الإنجليزية)
- فاطمة الزهراء آيت علي على موقع JudoInside.com (الإنجليزية)
- فاطمة الزهراء آيت علي على موقع AllJudo.net (الفرنسية)